# Woody Strode
Woodrow Wilson Woolwine Strode (* 25. Juli 1914 in Los Angeles, Kalifornien, USA; † 31. Dezember 1994 in Glendora, Kalifornien) war ein US-amerikanischer Zehnkämpfer, American-Football-Spieler und Schauspieler.

## Leben
Strode wurde 1914 in Los Angeles als Sohn eines Afroamerikaners und einer amerikanischen Ureinwohnerin aus dem Stamm der Blackfoot-Indianer geboren, dem Strode zeitlebens als anerkanntes Mitglied angehörte. Er war in erster Ehe verheiratet mit Luukialuana Kalaeloa (besser bekannt unter dem Namen Luana Strode), die verwandt war mit Liliuokalani, der letzten Königin von Hawaii. Sie starb im Jahr 1980 an der Parkinson-Krankheit. Mit ihr hatte er einen Sohn, Kalai, und eine Tochter, June. Im Alter von 68 Jahren heiratete er 1982 die 35-jährige Tina Tompson.

### Sport
In den 1920er-Jahren begann Strode sich athletisch zu betätigen und konnte in den 1930er-Jahren große Erfolge als Zehnkämpfer und Footballspieler für sich verbuchen. Einen sporthistorischen Erfolg stellte in diesem Zusammenhang seine – und Kenny Washingtons – Aufnahme in den Kader der Footballmannschaft der Los Angeles Rams im Jahr 1946 dar, die Strode und Washington zu den ersten beiden schwarzen Spielern der amerikanischen Football-Liga, der National Football League machte. Später wechselte er zum Team der Calgary Stampeders aus der kanadischen Liga (CFL). 1948 gewann er mit seinem Team den Grey Cup – die kanadische Footballmeisterschaft. Um 1935 posierte Strode für ein Bild der Serie American Champions, die der Maler Hubert Stowitts (1892–1953) im Rahmenprogramm der Olympischen Spiele 1936 in Berlin ausstellte. Eine kürzere Karriere Strodes als Freistilringer war weniger erfolgreich.

### Film
Nach dem Ende seiner sportlichen Karriere wechselte Strode in die Filmbranche. Zum ersten Mal trat er 1941 in dem Film Waffenschmuggler von Kenya auf. In den 1950er- und 1960er-Jahren spielte er in zahlreichen Hollywood-Filmen vor allem Nebenrollen, in denen er seine starke physische Präsenz – er war hochgewachsen (1,93 m), athletisch, kahlköpfig und besaß eine statuarisch-grobe Physiognomie – zur Geltung bringen konnte.
Seinen ersten bemerkenswerten Auftritt hatte Strode 1956 in dem Historienfilm The Ten Commandments (Die zehn Gebote (1956)), in dem er in einer Doppelrolle als äthiopischer König und als Sklave zu sehen war. Nachdem er sich mit dem Regisseur John Ford angefreundet hatte, erhielt er von diesem unter anderem die Titelrolle in Sergeant Rutledge (1960), einem Angehörigen des 9. US-Kavallerie-Regiments, der zu Unrecht der Vergewaltigung und des Mordes bezichtigt wird. Es folgte die Rolle von John Waynes Assistenten „Pompey“ in Fords Western-Klassiker The Man Who Shot Liberty Valance (Der Mann, der Liberty Valance erschoß) und die Rolle des mit Netz und Dreizack bewehrten Gladiatoren (genauer: Retiarius) „Draba“ in Spartacus (1960). Berühmt geworden ist dabei eine Sequenz, in der Strode sich einen Zweikampf mit dem in der Titelrolle des Sklaven „Spartacus“ auftretenden Kirk Douglas liefert.
Acht Jahre später spielte Strode eine Nebenrolle in Sergio Leones Kultwestern Spiel mir das Lied vom Tod: Dort erscheint er in der berühmt gewordenen 13-minütigen Eröffnungsszene als einer von drei Killern, die Charles Bronson am Bahnhof Cattle Corner erwarten. Ein weiterer Klassiker des Italo-Western, in dem er eine tragende Rolle spielte, war Keoma – Das Lied des Todes (1976).
Strode  starb am 31. Dezember 1994 an Lungenkrebs in Glendora, Kalifornien, im Alter von 80 Jahren. Er ist auf dem Riverside National Cemetery in Riverside, Kalifornien, begraben. Seine Autobiographie liegt unter dem Titel Goal Dust vor.

## Rezeption
Sheriff Woody aus der Zeichentrick-Filmreihe Toy-Story ist nach Strode benannt, ebenso wie die Figur des Santa-Barbara Gerichtsmediziners in der Fernsehserie Psych. 

## Filmografie
- 1941: Waffenschmuggler von Kenya (Sundown)
- 1942: Star Spangled Rhythm
- 1943: Keine Zeit für Liebe (No Time for Love)
- 1951: Bomba, der Rächer (The Lion Hunters)
- 1951: Die Braut des Gorilla (Bride of the Gorilla)
- 1952: African Treasure
- 1952: Dangerous Assignment (Fernsehserie, eine Folge)
- 1952: Die Geliebte des Korsaren (Caribbean)
- 1952: Androkles und der Löwe (Androcles and the Lion)
- 1953: Geheimkommando Afrika (The Royal African Rifles)
- 1953: Ramar of the Jungle (Fernsehserie, drei Folgen)
- 1953: Die Stadt unter dem Meer (City Beneath the Sea)
- 1954: Die Gladiatoren (Demetrius and the Gladiators)
- 1954: Urwald in Aufruhr (Jungle Man-Eaters)
- 1954: Fluß der Rache (The Gambler from Natchez)
- 1954: Mandrake the Magician (Fernsehfilm)
- 1954: Jungle Gents
- 1954: Der silberne Kelch (The Silver Chalice)
- 1955: Burûba/ブルーバ
- 1955: Sindbads Sohn (Son of Sinbad)
- 1955: Soldiers of Fortune (Fernsehserie, eine Folge)
- 1955: Jungle Jim (Fernsehserie, eine Folge)
- 1956: Susie, die Privatsekretärin (Private Secretary) (Fernsehserie, eine Folge)
- 1956: Die zehn Gebote (The Ten Commandments)
- 1958: Tarzans Kampf ums Leben (Tarzan’s fight for Life)
- 1958: König der Freibeuter (The Buccaneer)
- 1959: Mit Blut geschrieben (Pork Chop Hill)
- 1960: Höllenfahrt (The Last Voyage)
- 1960: Der schwarze Sergeant (Sergeant Rutledge)
- 1960: Spartacus
- 1960: The Man from Blackhawk (Fernsehserie, eine Folge)
- 1961: Jenseits des Ruwenzori (The Sins of Rachel Cade)
- 1961: Zwei ritten zusammen (Two Rode Together)
- 1961: Tausend Meilen Staub (Rawhide) (Fernsehserie, zwei Folgen)
- 1962: Der Mann, der Liberty Valance erschoß (The Man Who Shot Liberty Valance)
- 1963: Tarzans Todesduell (Tarzan’s Three Challenges)
- 1964: The Lieutnant (Fernsehserie, eine Folge)
- 1964: Katy (Fernsehserie, eine Folge)
- 1965: Dschingis Khan (Genghis Khan)
- 1966: Daniel Boone (Fernsehserie, eine Folge)
- 1966: Batman (Fernsehserie, zwei Folgen)
- 1966: Sieben Frauen (Seven Women)
- 1966–1968: Tarzan (Fernsehserie, sechs Folgen)
- 1966: Die gefürchteten Vier (The Professionals)
- 1968: Töten war ihr Job (Seduto alla sua destra)
- 1968: Shalako
- 1968: Spiel mir das Lied vom Tod (C’era una volta il West)
- 1969: Hügel der blutigen Stiefel (La collina degli stivali)
- 1969: Che! (Che!)
- 1970: Breakout (Fernsehfilm)
- 1970: Django – Die Nacht der langen Messer (Ciakmull)
- 1970: Die Höllenhunde (La spina dorsale del diavolo)
- 1971: The Last Rebel
- 1971: Scipione detto anche l’Africano
- 1971: The Gatling Gun – Das Maschinengewehr (The Gatling Gun)
- 1972: Revengers (The Revengers)
- 1972: Der Mafia Boß – Sie töten wie Schakale (La mala ordina)
- 1973: Key West (Fernsehfilm)
- 1975: The Manhunter (Fernsehserie, eine Folge)
- 1975: Ich polier Dir Deine Glatze (Colpo in canna)
- 1975: Wir sind die Stärksten (Noi non siamo angeli)
- 1975: Winterhawk
- 1976: Keoma – Das Lied des Todes (Keoma)
- 1976: Des Teufels verlorene Söhne (Cuibul salamandrilor)
- 1976: The Quest (Fernsehserie, zwei Folgen)
- 1977: Mörderspinnen (Kingdom of the Spiders)
- 1977: Durch die Hölle nach Westen (How the West was Won) (Fernsehserie, eine Folge)
- 1977: Martinelli, Outside Man (Fernsehfilm)
- 1978: Cowboysan (Kurzfilm)
- 1979: Zum Überleben verdammt (Ravagers)
- 1979: Jaguar lebt! (Jaguar lives!)
- 1979: Buck Rogers (Fernsehserie, eine Folge)
- 1980: Solo für zwei Superkiller (Cuba Crossing)
- 1980: Ein Duke kommt selten allein (The Dukes of Hazzard) (Fernsehserie, eine Folge)
- 1981: Scream – Der Shock des Übersinnlichen (Scream)
- 1981: Fantasy Island (Fernsehserie, 1 Folge)
- 1982: Angkor – Das Tor zur Hölle (Angkor: Cambodia Express)
- 1982: Söldner des Todes (Horror Safari)
- 1982: Streetfighters (Vigilantes)
- 1983: Der schwarze Hengst kehrt zurück (The Black Stallion Returns)
- 1984: Söldner Attack (Razza violenta)
- 1984: Rockit – Final Executor (L’ultimo guerriero)
- 1984: Jungle Warriors – Euer Weg führt durch die Hölle
- 1984: Cotton Club (The Cotton Club)
- 1985: Geier, Geld und goldene Eier (Lust in the Dust)
- 1987: Ein Aufstand alter Männer (A Gathering of Old Men)
- 1987: On Fire (Fernsehfilm)
- 1992: Tödliche Intrigen (Storyville)
- 1993: Posse – Die Rache des Jessie Lee (Posse)
- 1995: Schneller als der Tod (The Quick and the Dead)

## Schriften
- Goal dust. An autobiography, by Woody Strode and Sam Young, Lanham. Madison Books, New York / London 1990, ISBN 978-1-56833-014-3.